# Osso sfenoide
L'osso sfenoide è un osso del neurocranio, impari e mediano.  La sua forma assomiglia in qualche modo a quella di una farfalla o a quella di un pipistrello con le ali estese. Partecipa alla formazione della base cranica nella sua porzione media, di fronte all'osso temporale e alla parte basilare dell'osso occipitale. Esso contribuisce anche a formare la cavità orbitaria e parte del tetto della cavità nasale. si

## Aspetto
Lo sfenoide è suddivisibile in varie porzioni:
- il corpo, porzione mediana dell'osso
- una coppia di grandi ali e una coppia di piccole ali
- i processi pterigoidei, che si proiettano a partire dal corpo posteroinferiormente

### Corpo
Il corpo è di forma cubica e contiene al suo interno due ampie cavità pneumatiche (contenenti aria), dette seni sfenoidali, separati da un setto osseo. È situato in posizione mediana, dietro all'etmoide e davanti alla parte basilare dell'occipitale; costituisce la parete posteriore della volta delle cavità nasali e della parete mediale della cavità orbitarie. Essendo di forma cubica, in esso si possono individuare sei facce: tre endocraniche (la superiore e le due laterali), due esocraniche (l'inferiore e l'anteriore) e una che si articola con l'osso occipitale per formare l'articolazione sfeno-occipitale (la posteriore). Al suo interno è scavato il seno sfenoidale.
La faccia superiore del corpo presenta anteriormente una spina prominente, la spina etmoidale, che si articola con la lamina cribrosa dell'osso etmoide. Posteriormente a questa si ha una superficie liscia, leggermente rilevata medialmente e solcata da ciascun lato dall'impronta dei lobi olfattivi dell'encefalo. Questa superficie è limitata posteriormente da una cresta, che forma il margine anteriore di uno stretto solco trasversale, il solco del chiasma (o solco prechiasmatico), posterosuperiormente al quale è situato il chiasma ottico. Il solco termina da ciascun lato nel foro ottico, che permette il passaggio del nervo ottico e dell'arteria oftalmica nella cavità orbitaria.
Dietro al solco chiasmatico si ha una rilevatezza, il tubercolo della sella e posteriormente a questo una profonda depressione che prende il nome di sella turcica, di cui la porzione più profonda ospita l'ipofisi (o ghiandola pituitaria) ed è perciò detta fossa ipofisaria. Il confine anteriore della sella turcica è completato da due piccole eminenze, una per ciascun lato, dette processi clinoidei medi, mentre il margine posteriore è costituito da una lamina quadrilatera di osso, detta dorso della sella, che termina a livello dei suoi angoli superiori in due tubercoli, detti processi clinoidei posteriori, la cui forma e dimensione variano considerevolmente da individuo a individuo. Questi rendono più profonda la sella e danno attacco al tentorio cerebellare.
Da ciascun lato del dorso della sella si ha un'incisura per il passaggio del nervo abducente, e al di sotto dell'incisura si ha un processo aguzzo, il processo petroso, che si articola con l'apice della porzione petrosa dell'osso temporale, a formare il margine mediale del foro lacero. Posteriormente al dorso della sella si ha una depressione poco profonda, il clivo, che si porta obliquamente verso la porzione basilare dell'occipitale, con cui è posto in continuità. Supporta la porzione rostrale del ponte di Varolio.
Le facce laterali del corpo sono unite con le grandi ali e con le lamine pterigoidee mediali. Al di sopra della radice di ogni grande ala si ha un ampio solco, incurvato in modo da assomigliare vagamente a una lettera f corsiva. Esso prende il nome di solco (o doccia) carotideo e ospita la arteria carotide interna e il seno cavernoso. Lungo la parte posteriore del margine laterale di questo solco, nell'angolo tra il corpo e la grande ala, è situata una cresta ossea, detta lingula sfenoidale.
La faccia posteriore, di forma quadrilatera, è unita, durante l'infanzia e l'adolescenza, alla porzione basilare dell'osso occipitale da una lamina di cartilagine. Tra il diciottesimo e il venticinquesimo anno di età essa va incontro a sinostosizzazione. L'ossificazione procede in senso craniocaudale.
La  faccia anteriore del corpo presenta, lungo la linea sagittale mediana, una cresta verticale, detta cresta sfenoidale, che si articola con la lamina perpendicolare dell'osso etmoide e forma parte del setto nasale, continuandosi sulla faccia inferiore con il rostro sfenoidale. Da ciascun lato della cresta si ha un'apertura irregolare che sbocca nel corrispondente seno sfenoidale. Questi seni sono due cavità irregolari e ampie, separate l'una dall'altra da un setto osseo, comunemente incurvato da uno dei due lati. Variano considerevolmente in forma e dimensioni e sono raramente simmetrici. Spesso sono suddivisi ulteriormente da lamine ossee irregolari. Occasionalmente si estendono all'interno della porzione basilare dell'occipitale, raggiungendo quasi il foro occipitale. Il loro sviluppo comincia prima della nascita e la loro dimensione è considerevole già a sei anni di età. Sono parzialmente chiusi, anteroinferiormente, da due sottili lamine incurvate di osso, le conche sfenoidali (o cornetti di Bertin), che lasciano nel cranio articolato un'apertura tondeggiante nella porzione superiore di ogni seno, attraverso la quale può comunicare con la porzione superoposteriore della cavità nasale e, occasionalmente, con le cellette etmoidali. Al di sotto di questa lamina ossea, lateralmente, si osserva il processo vaginale, protuberanza separante due solchi. Questo processo vaginale forma insieme al solco mediale il canale vomerovaginale, insieme al solco laterale, il canale palatovaginale.
Il margine laterale della superficie anteriore è seghettato e si articola con la lamina papiracea dell'etmoide, completando le cellette etmoidali posteriori. Il margine inferiore si articola con il processo orbitale dell'osso palatino e quello superiore con la lamina orbitale dell'osso frontale.
La superficie inferiore presenta, lungo la linea mediana, una spina ossea triangolare, il rostro sfenoidale, che si continua cranialmente con la cresta sfenoidale, ed è accolto da una profonda fissura tra le ale del vomere, con cui si articola in schindilesi.

### Grandi ali

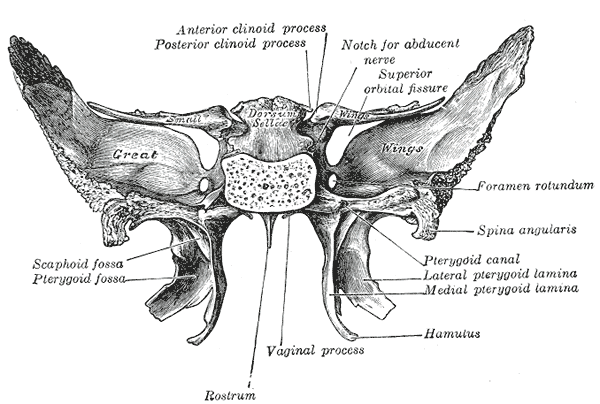
Sfenoide. Vista posteriore

Le grandi ali dello sfenoide sono due robusti processi ossei che si protendono in avanti e lateralmente. Sono fortemente concave superoposteriormente. La parte posteriore di ciascuna di esse forma un processo triangolare che si colloca nell'angolo tra le porzioni squamosa e petrosa dell'osso temporale, e presenta al proprio apice un processo diretto verso il basso, detto spina dello sfenoide.
La faccia superiore (o cerebrale o endocranica) forma parte della fossa cranica media, è notevolmente concava e presenta depressioni per le circonvoluzioni del lobo temporale dell'encefalo. Mostra un gran numero di fori:
- il foro rotondo è un'apertura circolare posta nella sua porzione anteromediale e permette il passaggio del nervo mascellare (branca del nervo trigemino);
- il foro ovale, posto lateroposteriormente a questo, che permette il passaggio del nervo mandibolare (altra branca del trigemino), l'arteria meningea accessoria e talvolta il nervo piccolo petroso;
- il foro sfenoidale emissario, non sempre presente. È una piccola apertura posta medialmente al foro ovale, nel punto corrispondente nella faccia esocranica alla radice del processo pterigoideo. Si apre verso il basso vicino alla fossa scafoidea e trasmette una piccola vena emissaria proveniente dal seno cavernoso;
- il foro spinoso, situato nell'angolo posteriore, di fronte alla spina sfenoidale. È un breve canale che permette il passaggio dei vasi meningei medi e di una branca ricorrente del nervo mandibolare.

La faccia laterale (o esocranica) è convessa e divisa in due parti dal margine zigomatico, permettendo di individuare una faccia orbitaria e una temporale.
La superficie temporale  e suddivisa in due porzione da una cresta trasversa, detta cresta infratemporale:
- la porzione temporale, superiore, è convessa dall'alto verso il basso e concava anteroposteriormente, formando parte della fossa temporale. Dà origine a parte delle fibre del muscolo temporale;
- la porzione infratemporale, inferiore, è più piccola e concava e contribuisce alla formazione della fossa infratemporale. Assieme alla cresta infratemporale, dà origine al muscolo pterigoideo esterno.

La superficie laterale presenta le aperture esterne dei fori ovale e spinoso e, nella sua parte posteriore, presenta la spina sfenoidale, che è frequentemente solcata lungo la sua superficie mediale dal passaggio della corda del timpano (un nervo). Alla spina sfenoidale sono attaccati il legamento sfenomandibolare e il muscolo tensore del velo palatino.
Medialmente all'estremità anteriore della cresta infratemporale si nota un processo triangolare che ha la funzione di aumentare la superficie di origine del muscolo pterigoideo esterno. Da questo processo si diparte inferomedialmente, sulla faccia anteriore della lamina pterigoidea laterale, una cresta che forma il limite anteriore della superficie infratemporale e, nel cranio intatto, il confine posteriore della fessura pterigomascellare.
La superficie orbitale è liscia e di forma quadrilatera, diretta anteromedialmente a formare la porzione posteriore della parete laterale della cavità orbitaria. Il suo margine superiore, dentellato, si articola con la lamina orbitaria dell'osso frontale. Quello inferiore, arrotondato, costituisce il margine posterolaterale della fessura orbitaria inferiore. Il margine mediale, tagliente, forma il confine inferiore della fessura orbitaria superiore e presenta nel centro un piccolo tubercolo che dà origine al muscolo retto laterale dell'occhio. Nella porzione superiore di questo margine si ha un'incisura per la trasmissione di una branca ricorrente dell'arteria lacrimale. Al di sotto dell'estremità mediale sella fessura orbitaria superiore si ha una superficie che presenta molti solchi e forma la superficie anteriore della fossa pterigopalatina, con la discontinuità del foro rotondo. Il margine laterale è seghettato e si articola con l'osso zigomatico.
Il margine posteriore della grande ala, che si estende dal corpo alla spina sfenoidale, è irregolare. La sua metà mediale forma il confine anteriore del foro lacero e presenta l'apertura posteriore del canale pterigoideo, per il passaggio dell'arteria e del nervo corrispondenti. La metà laterale si articola tramite sincondrosi con la porzione petrosa del temporale e, tra le due ossa sulla superficie caudale del cranio, si ha il solco della tuba uditiva, che accoglie la porzione cartilaginea della stessa.
Davanti alla spina il margine presenta una superficie concava e seghettata, assottigliata alle spese del tavolato interno verso il basso e di quello esterno verso l'alto, per l'articolazione con la squama dell'osso temporale. All'estremità della grande ala si trova una porzione triangolare, assottigliata alle spese della superficie interna, per l'articolazione con l'angolo sfenoidale dell'osso parietale. Questa regione è detta pterion.
Medialmente a esso si ha una superficie triangolare, seghettata, per l'articolazione con l'osso frontale. Questa superficie è in continuità medialmente con il margine affilato che forma il confine inferiore della fessura orbitaria superiore, e lateralmente con il margine dentellato per l'articolazione con l'osso zigomatico.

### Piccole ali
Le piccole ali sono due sottili lamine triangolari, che originano dalla porzione anterosuperiore del corpo dell'osso e, portandosi lateralmente, terminano con estremità appuntite.
La superficie superiore di ogni ala è piatta e supporta parte del lobo frontale omolaterale dell'encefalo. La superficie inferiore forma la porzione posteriore del tetto dell'orbita e costituisce il confine craniale della fessura orbitaria superiore. Questa è un'interruzione di forma triangolare e permette la comunicazione tra la cavità della scatola cranica e la cavità orbitaria. Medialmente è limitata dal corpo dello sfenoide, superiormente dalla piccola ala, inferiormente dal margine mediale della superficie orbitaria della grande ala, ed è completata lateralmente dall'osso frontale. Permette il passaggio dei nervi oculomotore, trocleare e abducente, delle tre branche del nervo oftalmico (del nervo trigemino, di alcuni filamenti provenienti dal plesso cavernoso del sistema nervoso simpatico, della branca orbitale dell'arteria meningea media, di una branca ricorrente dell'arteria lacrimale verso la dura madre, e della vena oftalmica).
Il margine anteriore è seghettato e si articola con l'osso frontale. Quello posteriore, invece, è liscio e arrotondato ed è accolto nella scissura laterale del telencefalo (o scissura di Silvio). L'estremità mediale di questo margine forma il processo clinoideo anteriore (uno per parte), che dà attacco al tentorio cerebellare ed è talvolta unito al processo clinoideo medio da una spicola ossea. Quando ciò accade, la terminazione del solco per l'arteria carotide interna è convertita in un foro, detto carotico-clinoideo.
Ciascuna piccola ala è connessa al corpo dello sfenoide da due radici: la superiore è sottile e piatta, l'inferiore è spessa e triangolare. Tra le due radici è posto il foro ottico, per la trasmissione del nervo ottico e dell'arteria oftalmica.

### Processi pterigoidei
I processi pterigoidei, uno per ciascun lato, discendono perpendicolarmente dalla regione in cui il corpo si unisce alla grande ala (presso la faccia inferiore). Ogni processo consiste di due lamine: una mediale e una laterale, le cui porzioni superiori sono fuse anteriormente. Un solco verticale, detto solco pterigopalatino discende anteriormente alla linea di fusione. Le lamine, caudalmente, sono separate da una fenditura, detta incisura pterigoidea, i cui margini sono irregolari e si articolano con il processo piramidale dell'osso palatino, che la completa anteriormente.
La faccia esterna della lamina laterale, dove ha origine il muscolo pterigoideo esterno, costituisce la parete mediale della fossa infratemporale. Le due lamine divergono dorsalmente e racchiudono tra loro una fossa a forma di V, detta fossa pterigoidea. La faccia interna della lamina laterale presenta l'origine del muscolo pterigoideo interno. Al di sopra di questa fossa si ha una piccola depressione ovale, poco profonda, che prende il nome di fossa scafoidea, che dà origine al muscolo tensore del velo palatino, che scende dapprima verticalmente per poi piegare medialmente intorno all'uncino pterigoideo, parte terminale della lamina mediale, palpabile anche nella parte supero postero laterale della cavità orale, a livello del secondo dente molare. La superficie mediale della lamina mediale, invece, delimita la parete posteriore delle cavità nasali.
La superficie anteriore del processo pterigoideo è ampia e triangolare presso la sua radice, dove va a formare la parete posteriore della fossa pterigopalatina e presenta l'orifizio anteriore del canale pterigoideo.

## Legamenti
I più importanti sono:
- legamento pterigospinoso, che si porta dalla spina angolare alla lamina pterigoidea laterale
- legamento interclinoideo, fibroso, che unisce i processi clinoidei anteriori e posteriori
- legamento caroticoclinoideo, che connette i processi clinoidei anteriorei e medi.

Questi legamenti si ossificano occasionalmente.

## Ossificazione

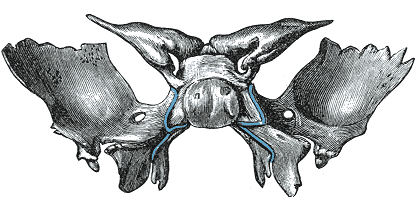
Sfenoide alla nascita. Vista posteriore

Fino al settimo o all'ottavo mese di vita fetale il corpo dello sfenoide consiste di due porzioni: una di fronte al tubercolo della sella, detta presfenoide, con cui sono continue le piccole ali; l'altra, che comprende la sella turcica e il dorso della sella, detta postsfenoide, con cui sono associate le grandi ali e i processi pterigoidei.
La porzione più grande dell'osso va incontro a ossificazione cartilaginea. Sono presenti quattordici centri in tutto, sei per il presfenoide e otto per il postsfenoide.
Attorno alla nona settimana di vita fetale appare un centro di ossificazione per ognuna delle piccole ali (orbitosfenoidi) appena lateralmente al foro ottico. Poco dopo appaiono altri due nuclei nella parte presfenoidale del corpo dell'osso.
Le conche sfenoidali si sviluppano ciascuna da un centro, che fa la sua comparsa attorno al quinto mese. Alla nascita consistono di piccole lamine triangolari e non è che al terzo anno di vita che diventano incavate e a forma di cono. Attorno al quarto anno si fondono con i labirinti etmoidali e tra il nono e il dodicesimo con lo sfenoide.
I primi nuclei di ossificazione sono quelli delle grandi ali (alisfenoidi). Uno fa la sua comparsa in ciascuna ala tra il foro rotondo e il foro ovale attorno all'ottava settimana. Sul margine antero-laterale del foro ovale si osserva, talvolta, un solco poco accentuato che un breve legamento può trasformare in forame. Fra l'osso ed il legamento decorre il ramo anteriore del nervo mandibolare. Questo ramo anteriore veniva in passato denominato nervo temporo-buccale o nervo crotafitico-buccinatorio in quanto si divide in un nervo buccale ed in uno dei rami motori per il muscolo temporale. Quando il legamento va incontro a ossificazione si viene a costituire un forame, il foro temporo-buccale o crotafitico-buccinatorio di Hyrtl. 
L'ossificazione del legamento teso tra processo pterigoideo e spina angolare può non avere importanza clinica, mentre il tratto osseo che delimita il foro temporo-buccale può costituire un ostacolo all'iniezione che si effettua in corrispondenza del foro ovale per l'anestesia del terzo ramo di divisione del nervo trigemino.
La lamina orbitaria e quella parte dello sfenoide locata nella fossa temporale, così come la lamina pterigoidea laterale, vanno incontro a ossificazione intramembranosa.
Poco dopo, appaiono i centri per la porzione postsfenoidale del corpo, uno per ciascun lato della sella turcica, e si fondono assieme attorno alla metà della vita fetale. Ogni lamina pterigoidea mediale (eccezion fatta per l'uncino) va incontro a ossificazione intramembranosa, e il suo centro appare probabilmente tra la nona e la decima settimana. L'uncino pterigoideo si trasforma in cartilagine durante il terzo mese e quasi immediatamente va incontro a ossificazione. La lamina mediale si unisce a quella laterale attorno al sesto mese.
Circa al quarto mese appare un centro per ogni lingula, che si unisce rapidamente al resto dell'osso.
Il presfenoide si unisce al postsfenoide attorno all'ottavo mese e alla nascita l'osso consiste di tre porzioni: una centrale, comprendente il corpo e le piccole ali, e due laterali, ognuna comprendente una grande ala e il corrispettivo processo pterigoideo.
Durante il primo anno di vita postnatale le grandi ali si uniscono al corpo, e le piccole ali si estendono verso l'interno, al di sopra della parte anteriore del corpo. Incontrandosi presso la linea mediana, formano una superficie liscia rilevata, detta jugum sfenoidale. Entro il venticinquesimo anno di età lo sfenoide e l'occipitale sono completamente fusi tra loro.
Tra il pre e il postsfenoide sono occasionalmente riscontrabili i residui di un canale, il canale craniofaringeo, attraverso cui, nella primissima vita fetale, può passare il diverticolo ipofisario dell'ectoderma buccale.
I seni sfenoidali sono presenti come piccole cavità alla nascita, ma non raggiungono il loro sviluppo completo fino alla fine della pubertà.

## Negli altri animali
L'osso sfenoide degli esseri umani è omologo a un gruppo di ossa che sono spesso separate negli altri animali e che sono disposte in maniera complessa.
Nei primitivi Sarcopterygii e nei tetrapodi, le ossa pterigoidee erano ossa appiattite, simili ad ali, che andavano a formare la maggior parte del tetto della cavità orale. Al di sopra delle ossa pterigoidee erano poste le ossa epipterigoidee, che formavano parte di un'articolazione flessibile tra la scatola cranica e la regione palatina, oltre a estendere una barra ossea verticale verso la volta cranica. Tra le ossa pterigoidee era collocato un osso sottile e allungato, detto osso parasfenoide, che si estendeva anch'esso per parte della superficie inferiore della scatola cranica e si connetteva, nella sua estremità anteriore con un osso sfenetmoide, che aiutava a proteggere i nervi olfattivi. Infine, l'osso basisfenoide costituiva parte della base cranica e giaceva immediatamente al di sopra del parasfenoide.
A parte la perdita delle ossificazioni anteriori al basisfenoide (cioè dello sfenetmoide), questo schema è ampiamente mantenuto nei rettili, sebbene con alcune modificazioni individuali. Negli uccelli le ossa epipterigoidee sono assenti (come nei coccodrilli) e quelle pterigoidee sensibilmente ridotte. Gli anfibi tuttora viventi hanno un cranio relativamente semplificato in questa regione: un ampio parasfenoide forma la base cranica, gli pterigoidei sono relativamente piccoli e tutte le altre ossa correlate, con l'eccezione dell'osso sfenetmoidale, sono assenti.
Nei mammiferi, queste varie ossa sono spesso (ma non sempre) fuse in una singola struttura, lo sfenoide. Il basisfenoide forma la parte posteriore della base, mentre i processi pterigoidei rappresentano le ossa pterigoidee. Gli epipterigoidi si sono estesi nella parete del cranio e sono detti alisfenoidi quando sono separati nei mammiferi, e formano le grandi ali quando invece sono fusi in una struttura più ampia. L'osso sfenetmoide si costituisce come tre ossa: le piccole ali e la parte anteriore della base. Queste due parti dell'osso sfenetmoide possono essere distinte come orbitosfenoidi e presfenoide, rispettivamente, sebbene ci sia spesso un certo grado di fusione tra esse. Solo il parasfenoide sembra essere completamente assente nei mammiferi.
Nel cane lo sfenoide è rappresentato da otto ossa: basisfenoide, alisfenoidi, presfenoide, orbitosfenoidi, pterigoidi.

## Ulteriori immagini

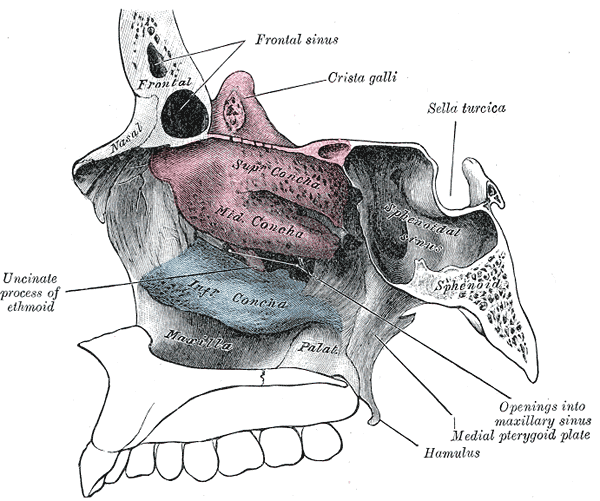
Parete laterale della fossa nasale destra. L'etmoide è mostrato in situ
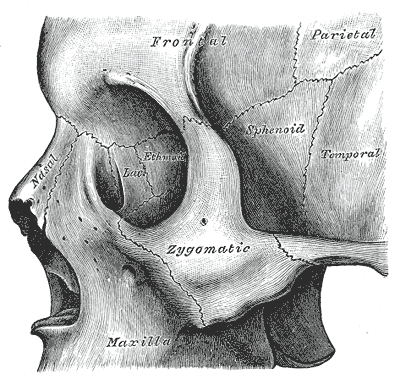
Fossa temporale. Lo sfenoide è visibile in centro a destra
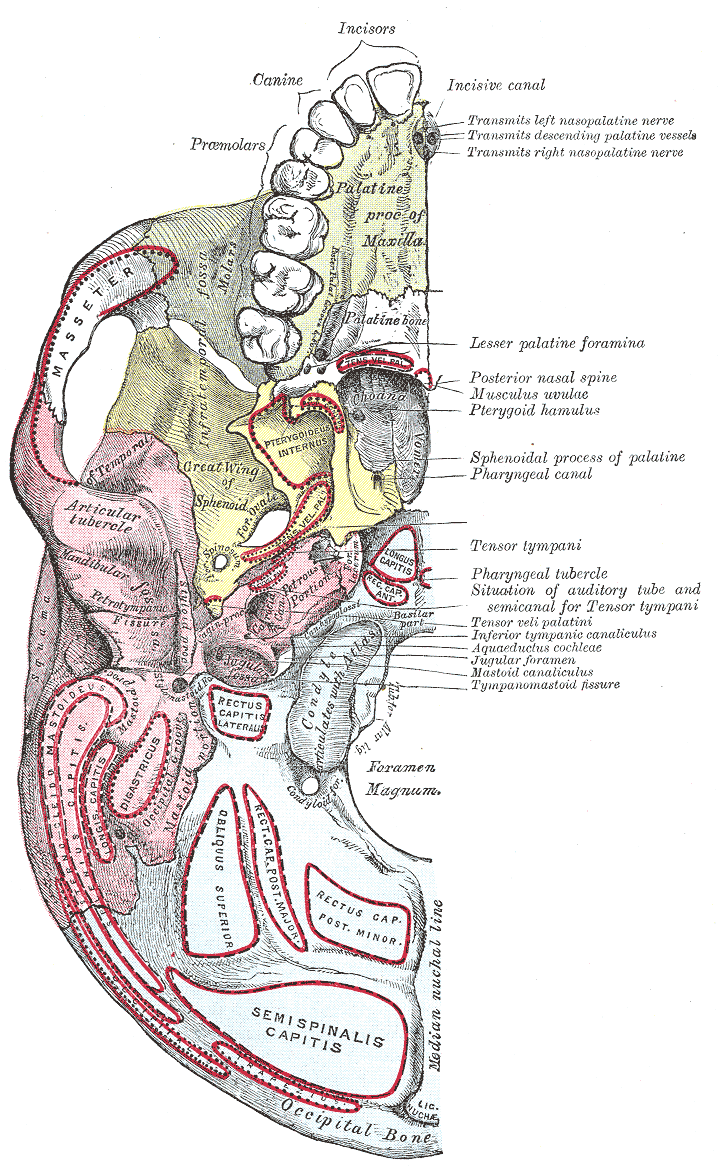
Base cranica, faccia esocranica
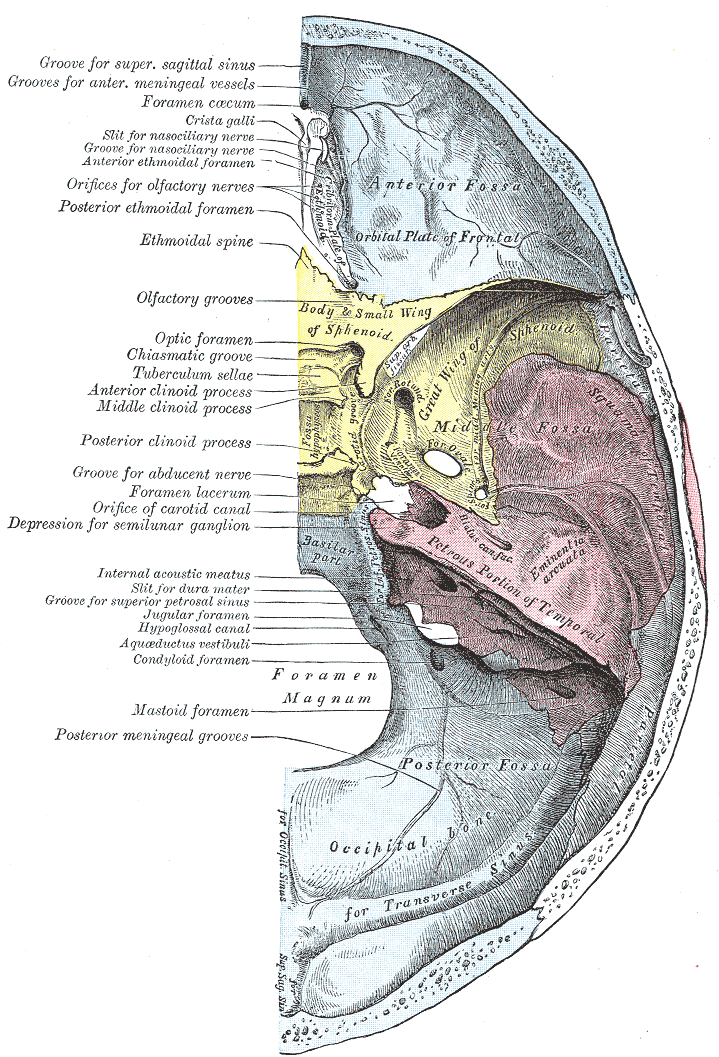
Base cranica, faccia endocranica
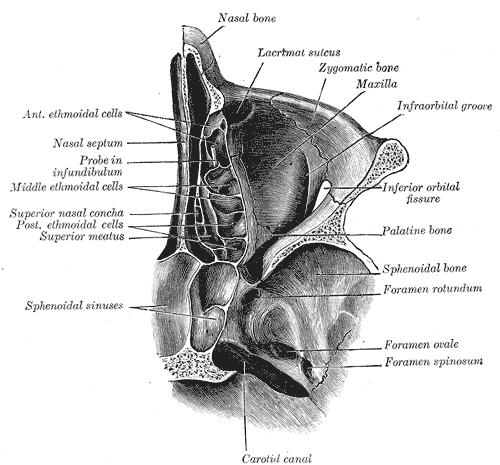
Sezione orizzontale delle cavità nasale e orbitaria
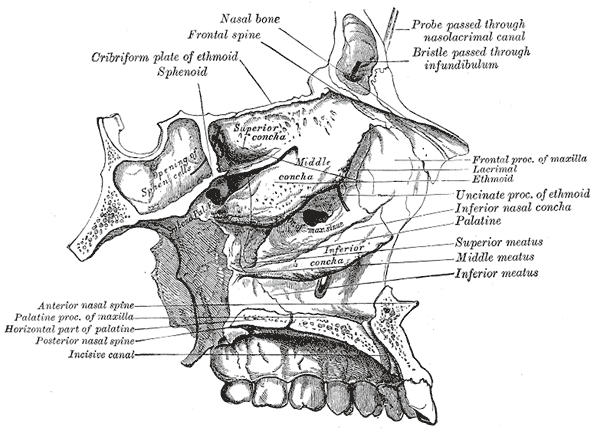
Tetto, pavimento e parete laterale della cavità nasale sinistra
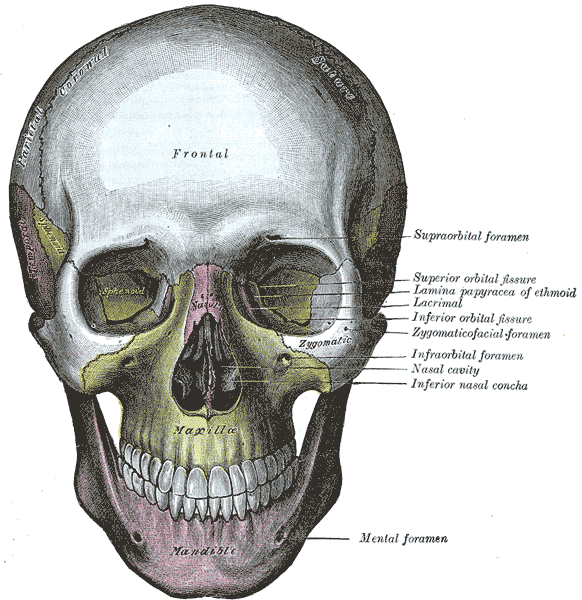
Cranio in norma frontale. Lo sfenoide è colorato in giallo ed è visibile sia nell'orbita sia dietro al processo zigomatico. Da non confondere con l'osso mascellare, anch'esso colorato in giallo ma situato anteriormente.
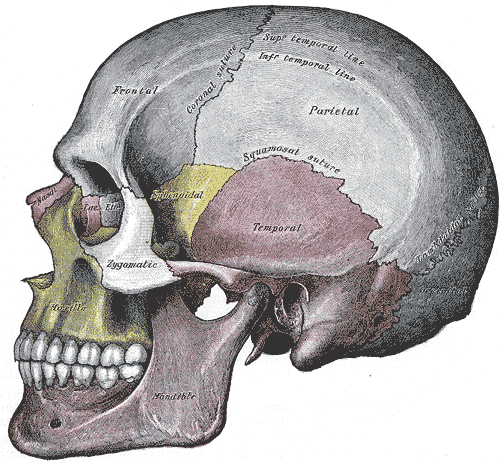
Cranio in norma laterale sinistra. Lo sfenoide è colorato in giallo, ed è osservabile nella fossa temporale. Da non confondere con l'osso mascellare, anch'esso colorato in giallo ma situato anteriormente.